# Place du Boulingrin
Pour les articles homonymes, voir Boulingrin.
La place du Boulingrin est une voie publique de la commune française de Rouen.

## Situation et accès
Cette place arborée est située dans le quartier Gare Jouvenet, sur la rive droite de la Seine. Une station de vélos en libre-service Lovélo y est présente.

### Marché et stationnement
Tous les jeudis de 7h00 à 12h30, le marché s'installe sur la place.
La place dispose de 35 stationnements réservés aux usagers des transports en commun et 400 places de stationnement libre.

### Rues adjacentes
- Rampe Beauvoisine
- Boulevard de l'Yser
- Avenue de la Porte-des-Champs
- Rampe Saint-Hilaire
- Petite rue de la Rampe
- Rue Victor-Boucher
- Rue des Marronniers

## Origine du nom
Son nom est dérivé de « boule-verd », tapis de gazon où l'on jouait à la boule que les Anglais ont appelé bowling green, devenu en français boulingrin.

## Historique
Créée en 1778, elle a pour but d'accueillir le marché aux chevaux qui se trouvait place de la Rougemare. Elle était ainsi surnommée la « Nouvelle-Rougemare ». Ce marché aux chevaux se tenait à l'ouverture de la foire Saint-Romain.
En 1894 est construit le Cirque de Rouen, qui sera détruit en 1973, qui a été pendant de nombreuses années la plus grande salle de spectacle de la ville. On y trouve à la place la station Boulingrin, terminus du tramway de Rouen.
En 1926, la place accueille la foire exposition de Rouen. La place trop petite, la foire est transférée dès 1927 près du Cours la Reine, rive gauche.
Le monument des forains morts pour la France, œuvre de Maxime Real del Sarte, est inauguré le 6 novembre 1931,.
Fin 1944, des pavillons provisoires pour reloger les personnes sinistrées sont édifiés sur les plans de Roger Pruvost.
En 1983, la foire Saint-Romain quitte les boulevards et la place pour s'installer sur les quais de la rive gauche.
L'arrivée de la 4e étape du Tour de France 2025 a lieu sur la place.

## Bâtiments remarquables et lieux de mémoire
- monument aux morts des forains, inauguré en 1931, de l'architecte Jean Dahmen, sur une maquette du sculpteur Maxime Real del Sarte.
- Cirque de Rouen (1894-1973), salle de spectacle